# Macrino d'Alba

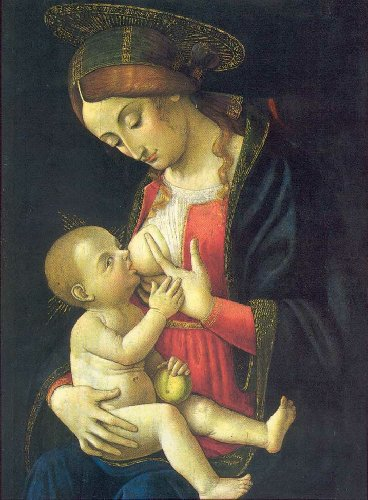
Virgen de la Leche, Colección Aldo Borletti, Milán.

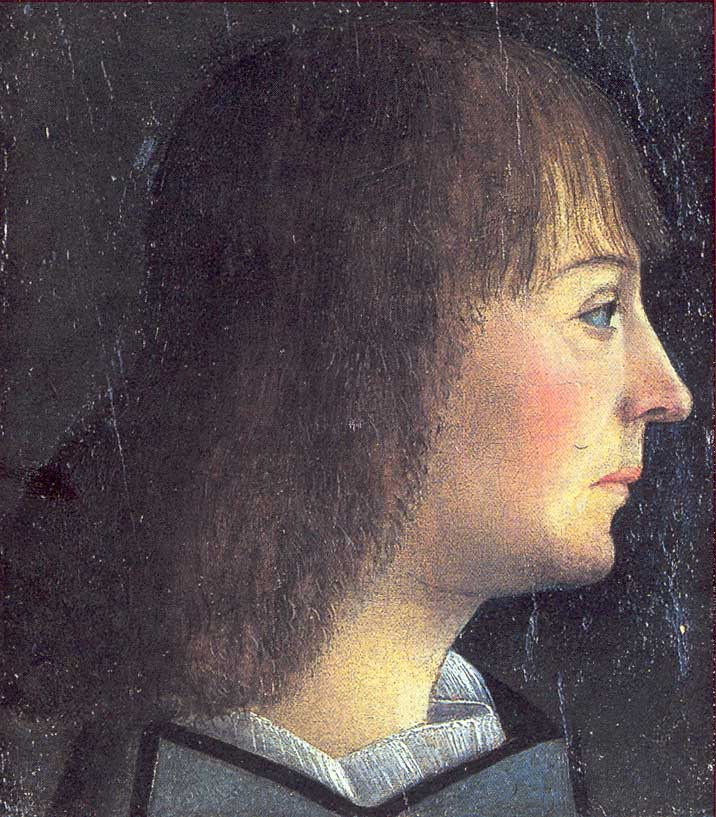
Retrato de Guillermo IX de Montferrato, Santuario de Crea.

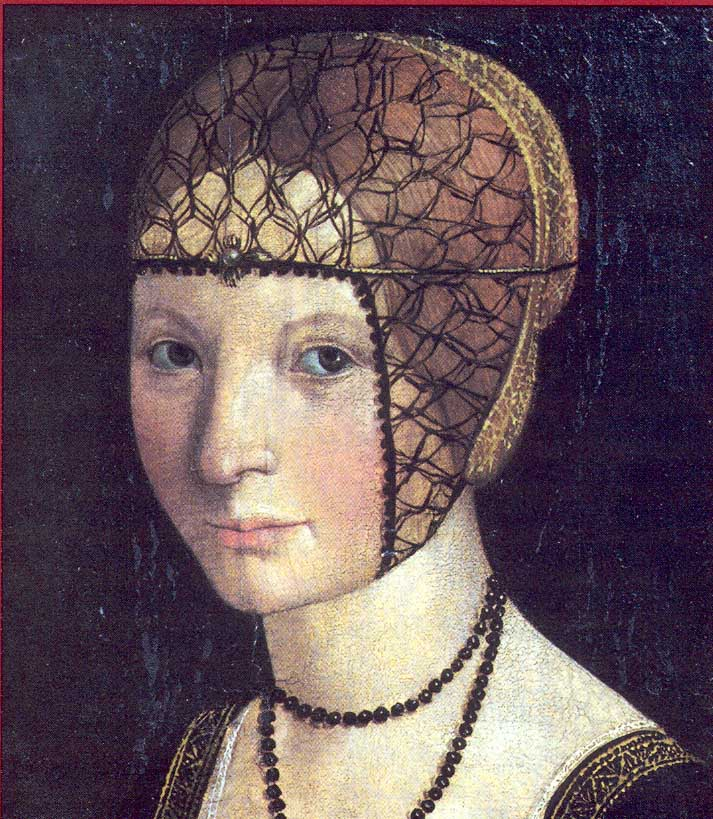
Retrato de Ana d'Alençon, Santuario de Crea.

Gian Giacomo de Alladio, más conocido como Macrino d'Alba (Alba, c. 1460/65-c. 1520), fue un pintor italiano, activo durante el Renacimiento. Trabajó sobre todo para los Paleólogo de Montferrato, en su corte de Casale Monferrato, donde fue pintor de cámara.

## Biografía
Aunque nacido en Alba, parece que su formación tuvo lugar en otro sitio indeterminado. Sus primeras obras muestran una probable influencia lombarda, probablemente de Ambrogio Bergognone. Algunos estudiosos sugieren un posible viaje a la Italia central, tal vez a Roma.
Este viaje tal vez le permitiera conocer la obra de los grandes maestros que trabajaban en la ciudad pontificia, como Perugino y Luca Signorelli. Su estilo muestra una gran afinidad con el de Pinturicchio, lo que ha alimentado la teoría de que Macrino tal vez hubiese frecuentado su taller. Con él comparte el gusto por las arquitecturas monumentales en sus paisajes.
De vuelta a la patria, Macrino trajo consigo todas las innovaciones aprendidas. Consiguió la protección de los Marqueses de Montferrato, aunque su posición no fue indiscutida, pues tuvo que entrar en competencia con Gandolfino da Roreto.
Macrino fue un buen retratista. En este campo intentó asimilar las lecciones de Leonardo, aunque no le podemos considerar seguidor suyo, pues nunca olvidó lo aprendido en Roma. En sus últimas obras podemos observar una mayor maestría en la composición y una más profunda penetración psicológica, no muy lejana de la de su colega y rival piamontés, Gian Martino Spanzotti.

## Obras destacadas
- Virgen entronizada entre los santos Juan Evangelista, Santiago el Mayor, Juan Bautista y Tomás de Aquino con dos donantes (1495, Museo Civico d'Arte Antica, Turín)
- Políptico (1496, Cartuja de Pavia)
- Virgen en la gloria (1498, Galería Sabauda, Turín)
- Retrato de Andrea Novelli, obispo de Alba (Museo Borromeo, Isola Bella)
- Virgen con niño entre San Nicolás y San Martín (Pinacoteca Capitolina, Roma)
- Retrato de Guillermo IX de Montferrato, (1503, Santuario de Crea)
- Retrato de Ana d'Alençon (1503, Santuario de Crea)
- Virgen de la Leche (Colección Aldo Borletti, Milán)
- Adoración del niño Jesús (1508, Galería Sabauda, Turín)
- Adoración de los Pastores (1509, El Paso Museum of Art)
- San Joaquín y Santa Ana (colección privada)